# 弗雷德里克·伯恩海姆
弗雷德里克·伯恩海姆（英語：Frederick Bernheim，1905年—1992年)是一位美国生物化学家，杜克大学詹姆斯·D·杜克药理学教授。
伯恩海姆生于新泽西州，1925年毕业于哈佛大学。1925年秋赴英国剑桥大学国王学院深造，在剑桥大学生物化学实验室里遇到了他后来的妻子玛丽·黑尔。
与妻子一起在德国工作几年后，两人返回了美国进入约翰斯·霍普金斯大学，在之后进入新成立的杜克大学医学院，成为了最初一批教员。